# Psychologische Kriegsführung

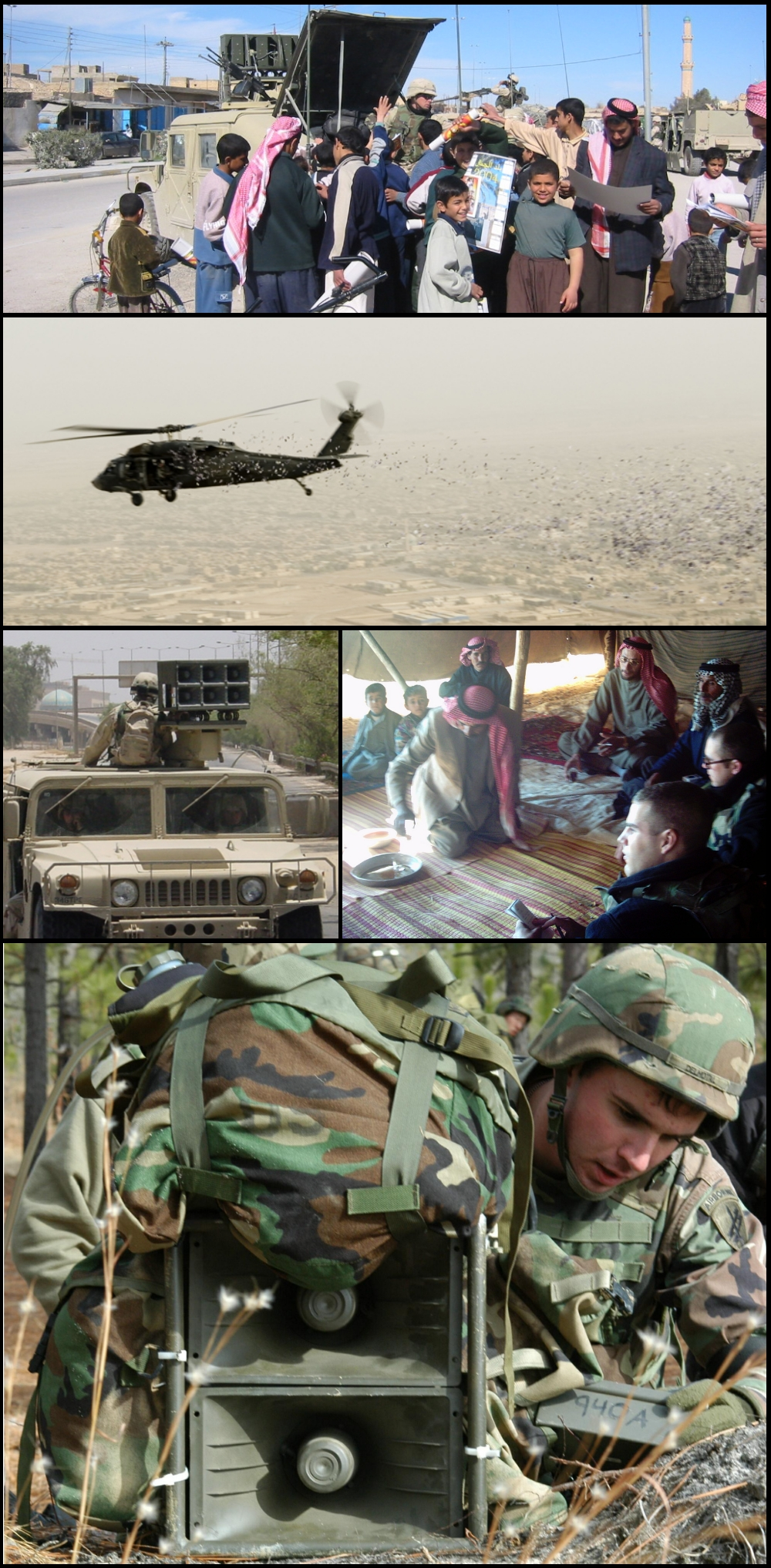
Collage verschiedener PSYOP-Operationen der U.S. Army im Irakkrieg 2003

Der Ausdruck psychologische Kriegsführung (englisch: psychological warfare (PSYWAR)) bezeichnet im Militärwesen und in der Kriegsführung alle Methoden und Maßnahmen zur Beeinflussung des Verhaltens und der Einstellung von gegnerischen Streitkräften sowie der Zivilbevölkerung im Rahmen oder im Vorfeld militärischer Operationen. Dabei wird durch gezielte Falschinformation Einfluss auf die strategischen Erwägungen des Gegners genommen. Unter anderem ist psychologische Kriegsführung Methode von Geheimdiensten, wie sie beispielsweise mit der sogenannten Zersetzung in der DDR durch das Ministerium für Staatssicherheit gegen ihre eigene Bevölkerung angewendet wurde und wie sie die Five Eyes trainieren.

## Begriff
Der Begriff „psychologische Kriegsführung“ gilt als problematisch und anstößig. Der Einsatz von Militärmacht erstreckt sich zunehmend nicht mehr auf die Ebene des lokalen kriegerischen Konfliktes, sondern er globalisiert sich durch die Massenmedien. Häufig operiert man daher mit euphemistischen Begriffen wie „Befriedung“ oder „Stabilisierung“ in Spannungs- oder Konfliktgebieten (z. B. UN-Friedensmissionen) und bemüht sich, die bislang unverhüllte Terminologie entsprechend zu wandeln.
Im NATO-Sprachgebrauch haben sich die Begriffe „Psychological Operations“ (PSYOPS) sowie „Cognitive Warfare“ durchgesetzt, als Paralleldisziplin zu MEDIAOPS (Media Operations), worunter im zivilen Sprachgebrauch Public Relations bzw. Medienarbeit zu verstehen ist. PSYOPS und MEDIAOPS sind Teilgebiete von INFOOPS (Informational Operations).
Diesen begrifflichen Unterschieden und hierarchischen Zuordnungen entsprechen Entscheidungs- und Befehlswege. Die Bundeswehr hat als spezifische Form bzw. Doktrin der psychologischen Kriegsführung die Operative Information (OPINFO) entwickelt, was die NATO-Terminologie in gewisser Weise zusammenfasst.

## Geschichte
Erstmals entwickelt und in vollem Umfang angewandt wurde die psychologische Kriegsführung im Mittelalter in der mongolischen Kriegführung. Im Zuge der militärischen Reformen von Dschingis Khan, dem Anführer des mongolischen Reiches im 13. Jahrhundert n. Chr., wurden weniger subtile Methoden verwendet. Die Mongolen zogen es vor, den Willen des Feindes zu brechen, bevor sie angriffen. Sie forderten von den Siedlungen und Städten völlige Unterwerfung und bedrohten sie mit vollständiger Zerstörung, wenn sie sich weigerten. Wenn sie kämpfen mussten, um die jeweilige Siedlung zu erobern, erfüllten die mongolischen Generäle ihre Drohungen und massakrierten die Überlebenden zur Abschreckung. Geschichten der ziehenden Horde breiteten sich in die nächsten Dörfer aus und schufen eine Aura der Unsicherheit und Angst, die die Möglichkeit zukünftigen Widerstands untergrub.
Im Zweiten Weltkrieg setzten sowohl die Achsenmächte als auch Alliierte auf die psychologische Kriegsführung.
- Dazu gehörte es auf Seiten der USA und Großbritanniens, berühmte deutsche Exilanten wie Thomas Mann per Londoner Rundfunk an die deutsche Bevölkerung appellieren zu lassen.
- Von der Sowjetunion aus riefen Mitglieder des Nationalkomitees Freies Deutschland über Lautsprecher an der Front Wehrmachtsangehörige zum „Überlaufen“ bzw. zur freiwilligen Gefangennahme auf.
- Das sirenenartige Lärmgerät an dem Sturzkampfflugzeug Junkers Ju 87.
- Nach der Maxime, es sei nicht wichtig, ob etwas wahr sei, es sei nur wichtig, ob etwas wirke, setzte Deutschland Astrologen wie Karl Ernst Krafft ein, worauf die Briten mit Louis de Wohl-Horoskopen und Nostradamus-Deutungen (und -Fälschungen) konterten, die in Form von Flugblättern verteilt wurden. So stellte man etwa die Generäle Erwin Rommel und Bernard Montgomery gegenüber.[6]
- Das Material der Propagandatruppen diente im Nationalsozialismus unter anderem der Erstellung der Deutschen Wochenschau, mit der die Bevölkerung wie auch die Gegner des Regimes propagandistisch beeinflusst werden sollten.

## Methoden
Als Methode der psychologischen Kriegsführung zählt alles, was die Moral der gegnerischen Kräfte stört, vermindert oder zerstört oder deren Wahrnehmung verfälscht. Propaganda und Gaslighting (auch: Reflexive Kontrolle) gehören ebenso wie brutale Abschreckungsbeispiele dazu. Auch der unmittelbare Einsatz militärischer Mittel kann Elemente psychologischer Kriegsführung enthalten. So können Manöver nahe des Hoheitsgebiets eines potenziellen Gegners dessen Kampfeswillen schwächen oder Überfälle im Hinterland zur Verunsicherung gegnerischer Truppen führen.
Klassische Methoden bzw. Medien der psychologischen Kriegsführung sind auch das Verteilen von Handzetteln, das Betreiben von Sozialen Netzwerken (bspw. ZunZuneo), das Verbringen von Flugblättern per Flugzeug, Ballon, Granate oder Rakete, Lautsprecheraufrufe, das Manipulieren von Internetinhalten oder Hörfunksender. Dabei nutzt man die Erkenntnisse der modernen Werbepsychologie: Flugblätter wurden etwa im Zweiten Weltkrieg auch im Stil der jeweiligen Landeswährung gefertigt und waren auf den ersten Blick kaum von einem auf der Straße liegenden Geldschein zu unterscheiden.

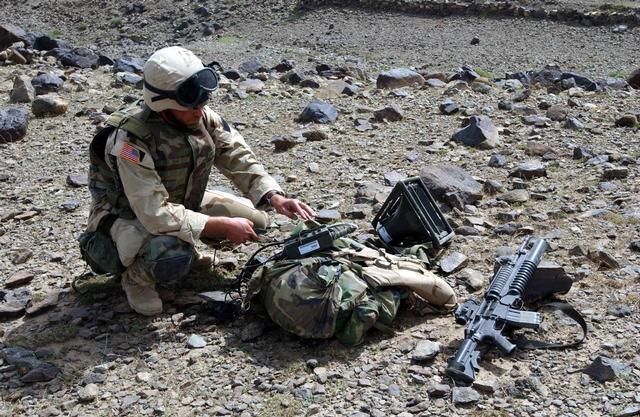
Beeinflussung durch Lautsprecher in Afghanistan durch das 9th Psychological Operations (PSYOP) Battalion
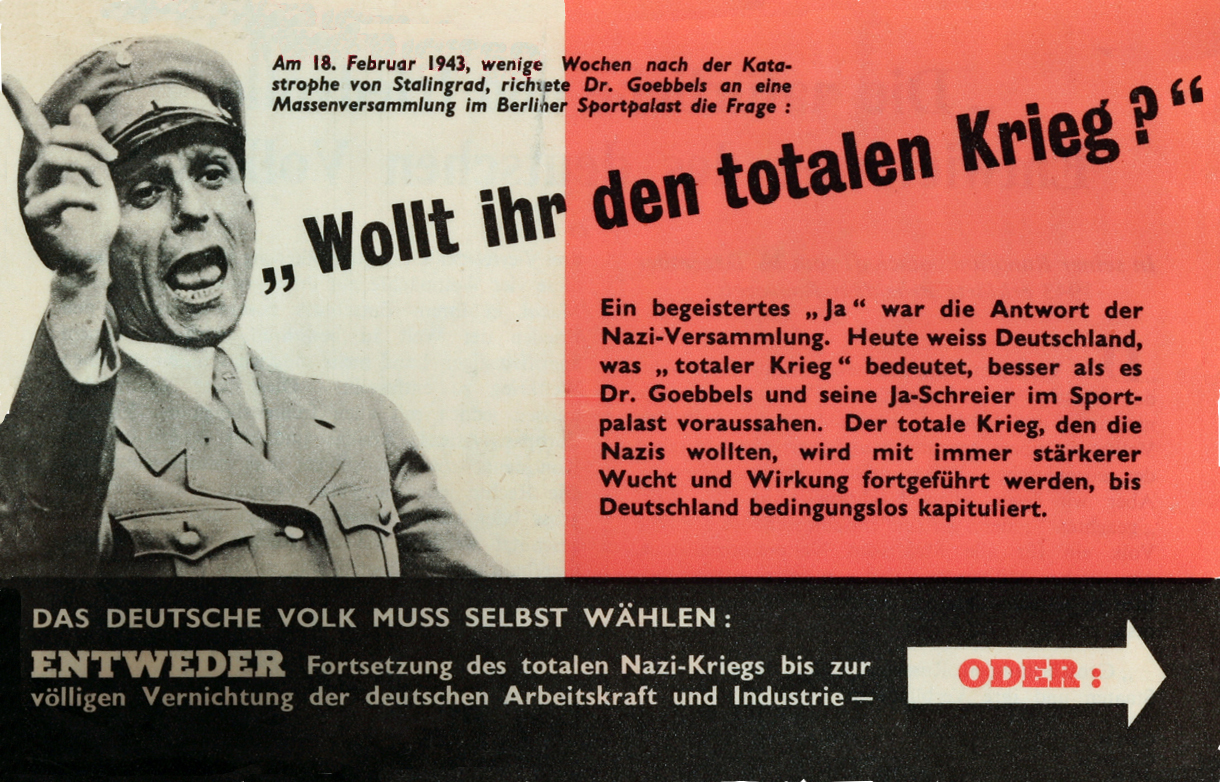
Ein Flugblatt, das von der 8th Air Force im Zweiten Weltkrieg über Deutschland abgeworfen wurde
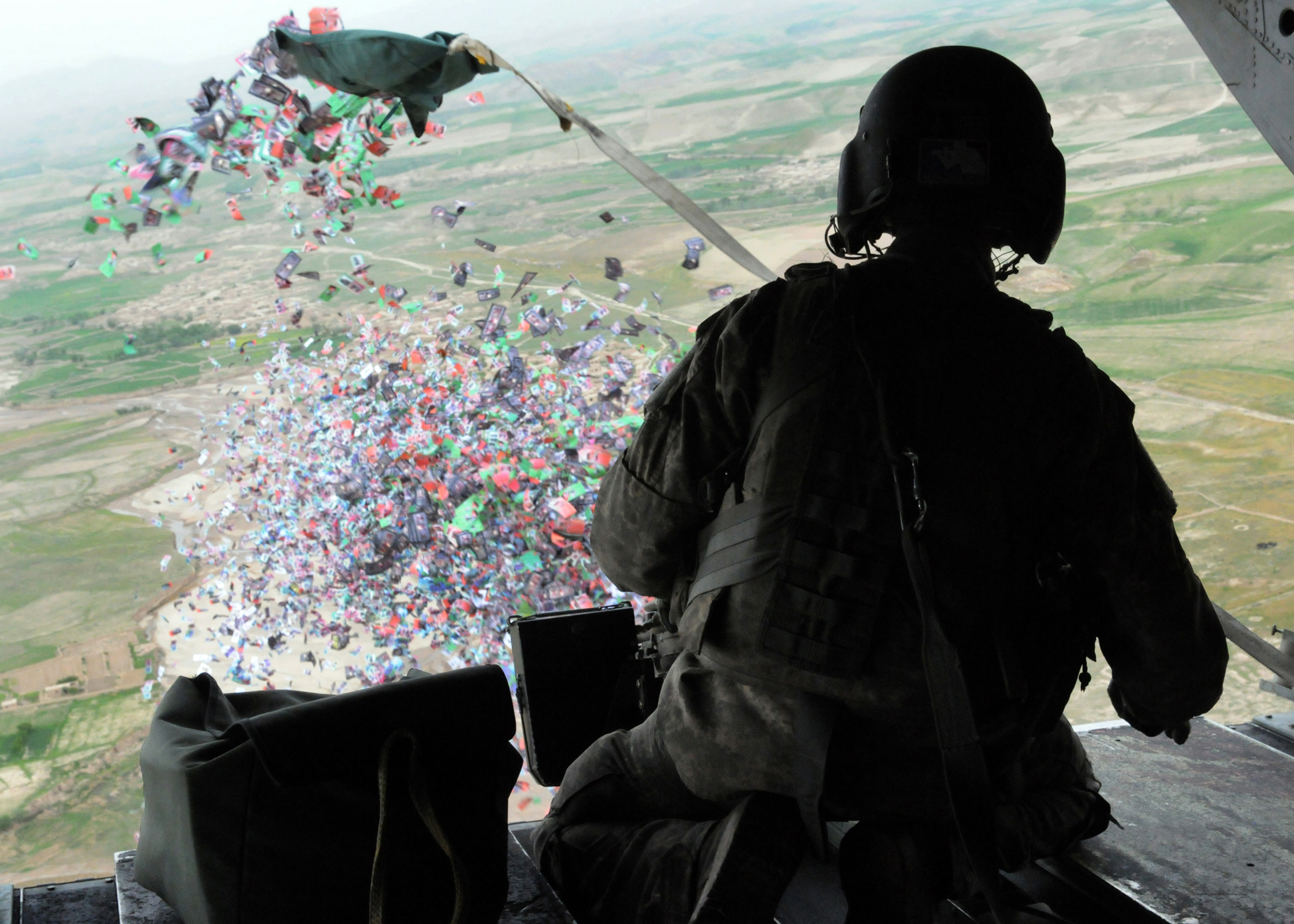
Flugblatt-Abwurf über Herat (Afghanistan)
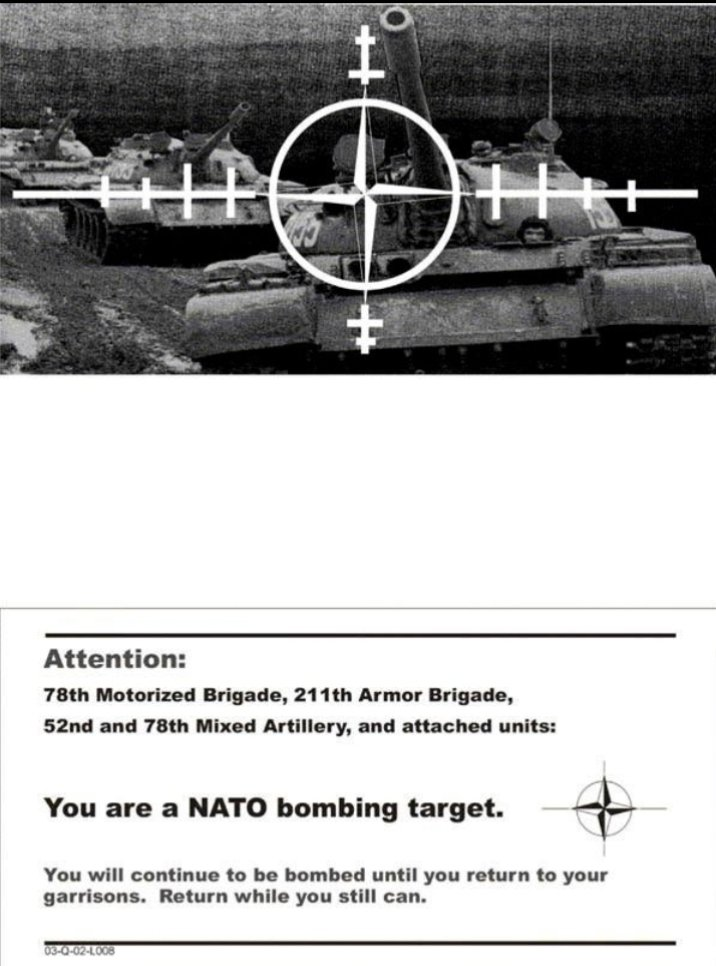
NATO-Flugblatt, das während der Operation Allied Force abgeworfen wurde
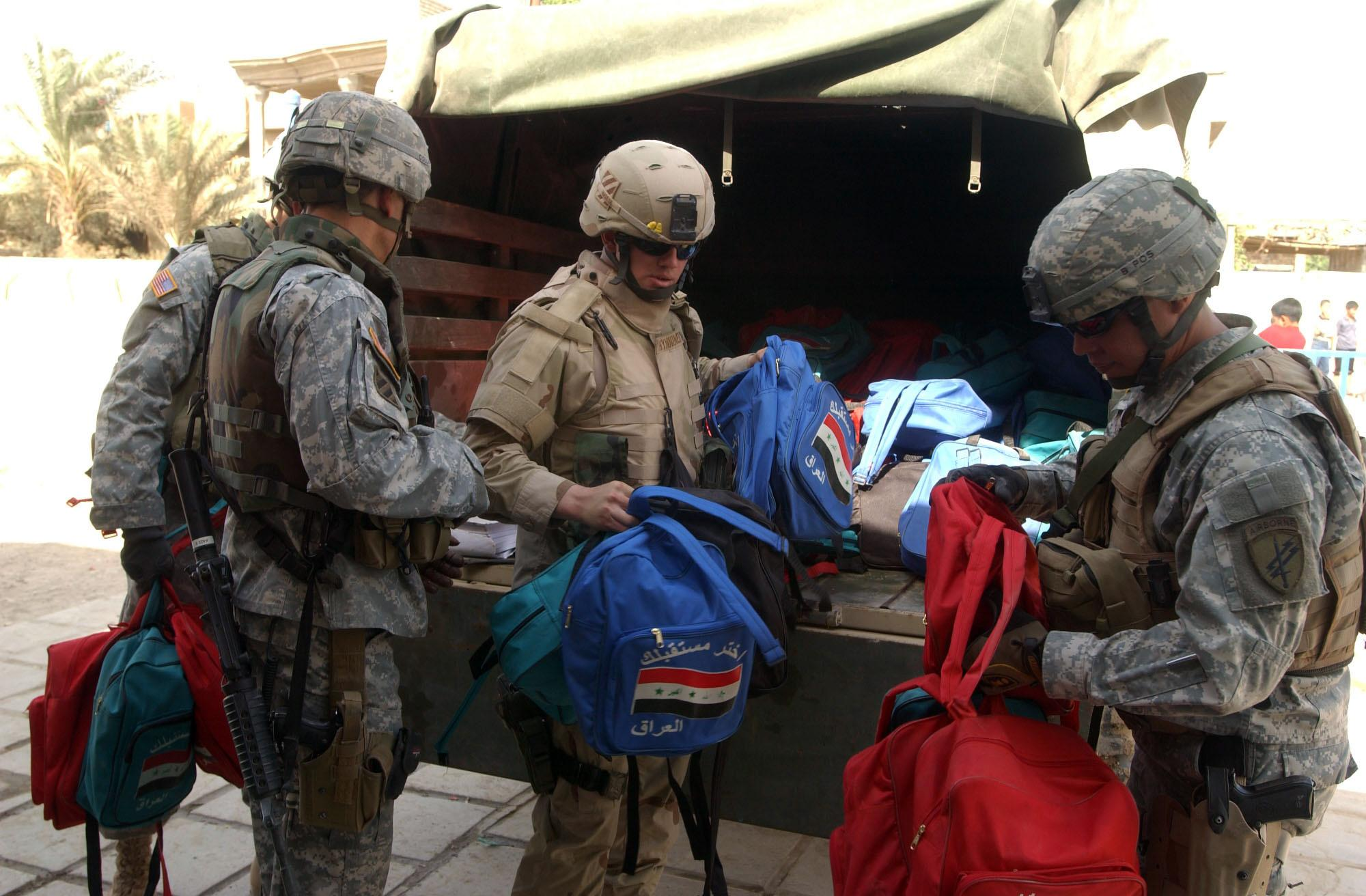
Die United States 301st PSYOP Company verschenkt Schulmaterial an eine irakische Schule.
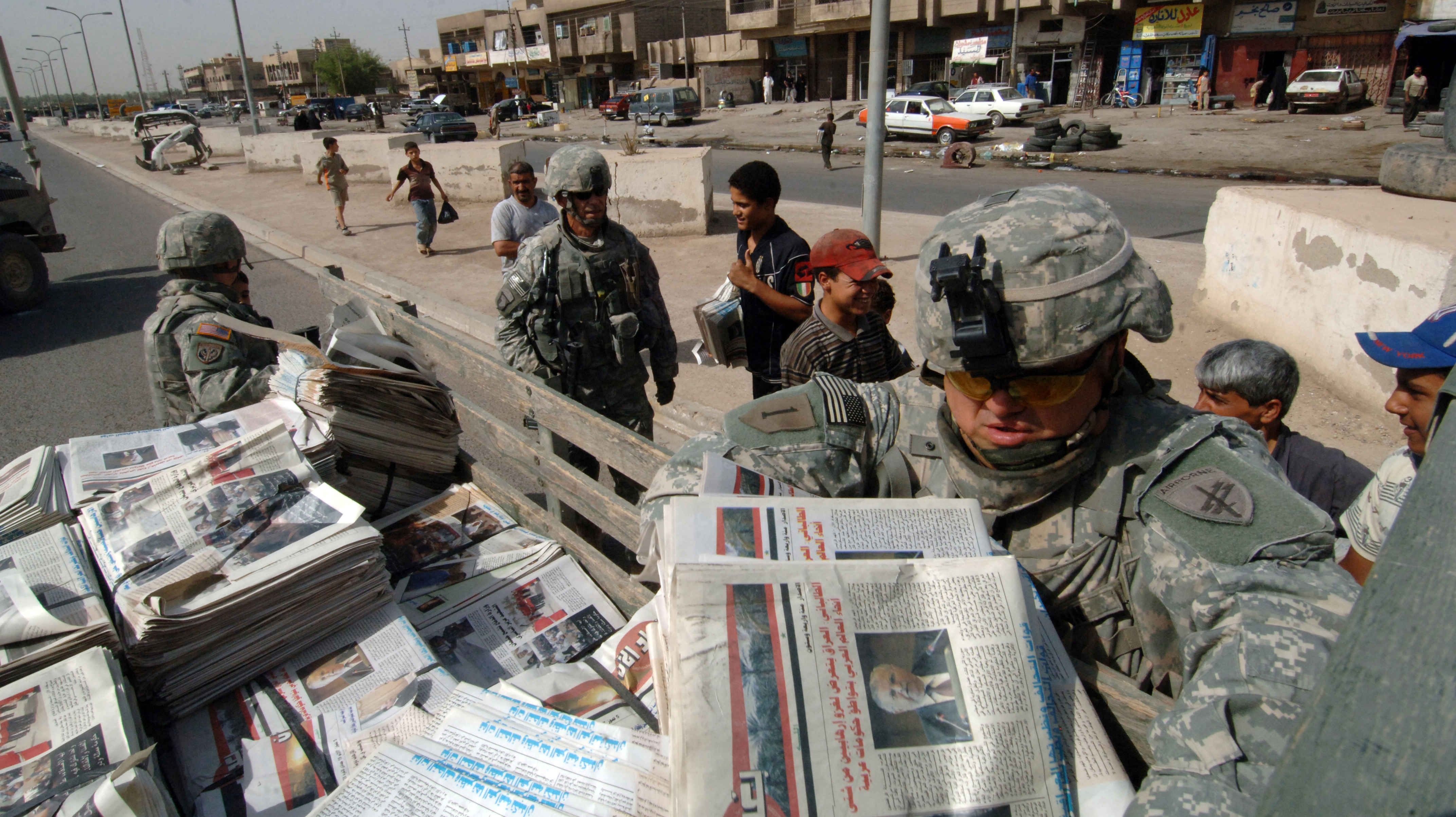
Amerikanische Soldaten verteilen die Zeitung Baghdad Now
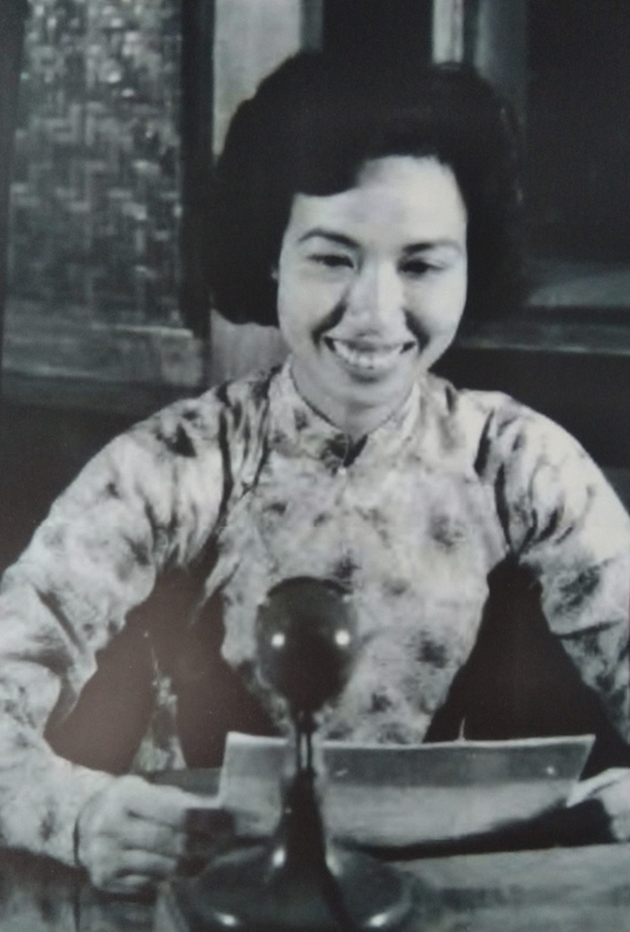
Hanoi Hannah

## Darstellung im Film
In Apocalypse Now wird während eines Angriffs der Luftkavallerie auf ein vietnamesisches Dorf über Lautsprecher der Walkürenritt gespielt.